# Manuel da Silva Greaves
Manuel da Silva Greaves (Horta, 8 de Janeiro de 1878 — Horta, 1 de Fevereiro de 1956) foi um escritor e jornalista açoriano, autor de uma vasta obra de temática açoriana.

## Biografia
Iniciou-se no jornalismo enquanto ainda estudante no Liceu da Horta, publicando colaboração nos jornais estudantis A Primavera, A Estudantina e Sal e Pimenta, que então se publicaram na cidade da Horta.
Terminados os estudos liceais empregou-se como funcionário alfandegário, tendo atingido o posto de «verificador». Manteve contudo actividade como jornalista e publicista, tendo sido redactor dos periódicos O Ocidente dos Açores, O Atlântico e Jornal Açoreano. Manteve colaboração assídua com outros periódicos açorianos e com jornais de Lisboa, Porto, dos Estados Unidos da América e do Brasil. Os seus artigos de política partidária ficaram conhecidos pelo seu carácter satírico e pela ironia com que visava os adversários.
NA escrita seguiu a corrente regionalista muito em voga ao tempo entre os escritores açorianos, destacando-se entre a sua obra de temática açoriana as obras dedicadas ao mar e aos baleeiros. As obras Histórias que me contaram e Aventuras de baleeiros são as suas produções mais conseguidas e com as quais contribuiu significativamente para a divulgação da etnografia açoriana. Publicados em períodos diferentes, estas obras marcam duas épocas da vida do autor: a mocidade e a maturidade, nelas estando bem marcada a personalidade do escritor, pela forma como foram concebidos, e vincada a maneira de ser do prosador pelo estilo pessoal e característico.
Na sua escrita lírica aproximou-se do simbolismo e do parnasianismo, deixando obra dispersos pelos jornais, na maioria publicadas sob o pseudónimo Narciso Rosado.
Após o seu falecimento, a família reuniu textos e poemas dispersos da sua autoria, bem como depoimentos sobre a sua obra publicados nos jornais a propósito da sua morte. Daí resultou a colectânea póstuma editada em 1958 com o título de Outras Histórias que ouvi.
Manuel Greaves é lembrado no toponímia da cidade da Horta, com um arruamento na freguesia de Angústias.

## Obras
Para além de um vasto conjunto de colaborações dispersas por diversos periódicos açorianos, com destaque para os da ilha do Faial, é autor das seguintes obras:
- Notas de Arte. Horta, O Atlântico, 1900;
- Vigílias. Horta, O Atlântico, 1900;
- De Bond, Horta, Almanach Açoreano, 1901;
- O Meu Tempo. Horta, Almanach Açoreano, 1901;
- Histórias que me contaram. Horta, ed. do autor, 1948;
- Aventuras de Baleeiros. Horta, ed. do autor, 1950;
- Outras Histórias que ouvi. Horta, 1958.